# Catch Your Breath
Catch Your Breath ist eine 2017 gegründete US-amerikanische Hard-Rock-/Alternative-Rock-/Post-Hardcore-/Metalcore-Band aus Austin, Texas. Die Band steht bei Thriller Records unter Vertrag und hat ein Studioalbum veröffentlicht.

## Geschichte
Die Band wurde 2017 gegründet und brachte im selben Jahr ihre Debütsingle Burn heraus. 2022 hatte sie einen Durchbruch mit ihren Singles Shame on Me und Dial Tone, wobei die letztere Platz sieben der Billboard Hot Hard Rock Charts sowie Goldstatus erreichte. Im Oktober 2023 brachten sie ihr Debüt-Studioalbum heraus, das auch Shame on Me betitelt wurde. Es erschien bei Thriller Records. 2025 tourte die Band mit Until I Wake und Of Virtue in Europa.
Die Band spielte bereits auf Festivals wie dem Aftershock Festival oder Welcome to Rockville.

## Diskografie

### Studioalben
- 2023: Shame on Me

### Singles
- 2017: Frontline
- 2017: Burn
- 2018: Yesterday
- 2019: Fade
- 2020: Ricochet
- 2020: Criminal
- 2021: Blood In the Water
- 2021: Shame on Me
- 2022: Dial Tone (US: Gold)[5]
- 2023: Savages
- 2023: No Evil
- 2023: 21 Gun Salute
- 2023: Y.S.K.W. (You Should Know Why)
- 2023: Mirror
- 2024: Perfect World
- 2024: Ghost Inside the Shell

### Musikvideos
| Jahr | Lied        | Regie            |
| ---- | ----------- | ---------------- |
| 2017 | Frontline   | Jeremy Brookover |
| 2018 | Yesterday   | Ever17 Studios   |
| 2019 | Criminal    | Bad Mantra       |
| 2021 | Shame on Me | Unbekannt        |
| 2022 | Dial Tone   | Mason Wright     |
| 2023 | No Evil     | Unbekannt        |